# Bolheim

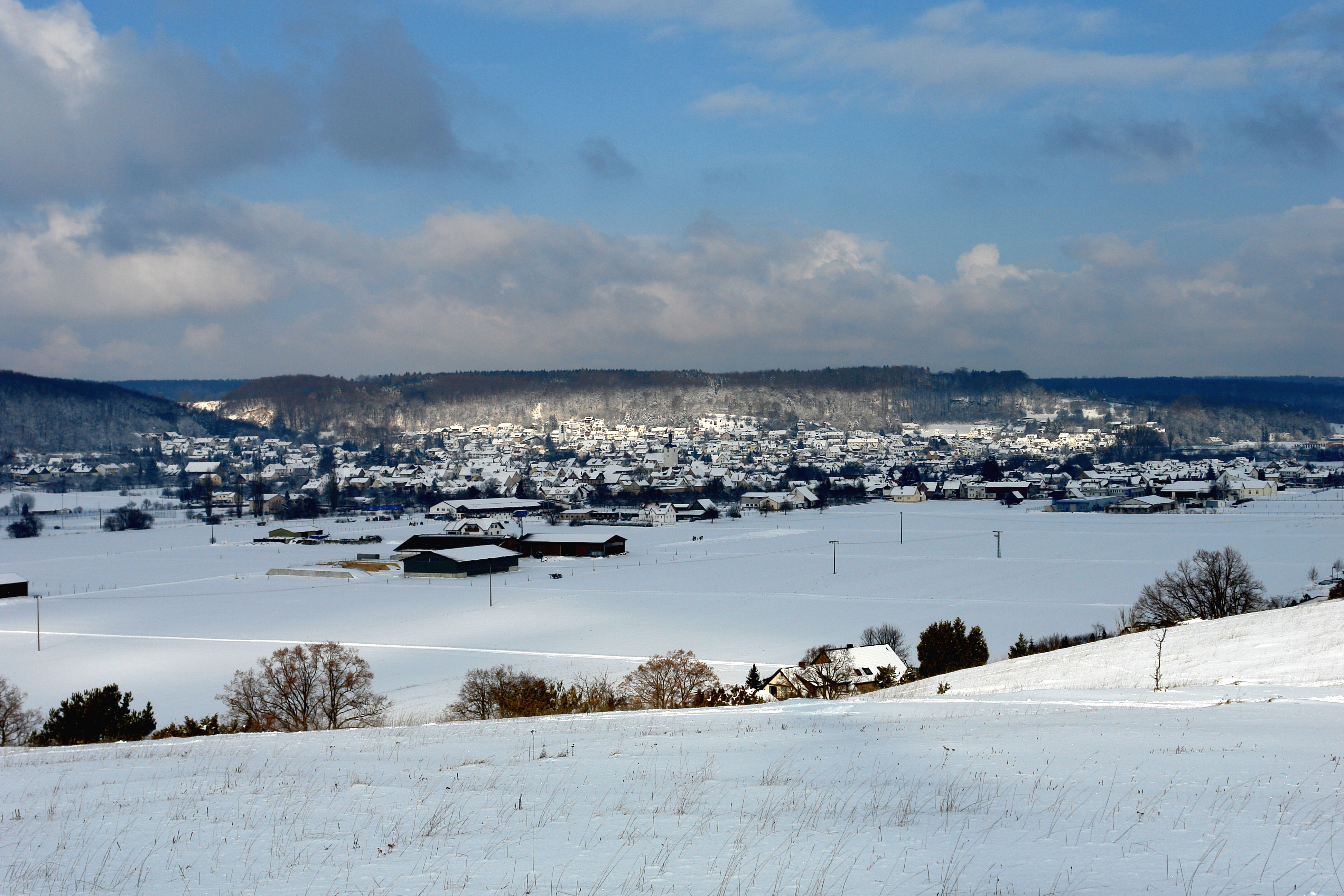
Winterlicher Blick auf Bolheim vom Herbrechtinger Bäumlesberg 2005

Bolheim ist ein Ortsteil von Herbrechtingen im Landkreis Heidenheim in Baden-Württemberg.
Früher wurde auch die Schreibweise Bolheim/Württemberg verwendet, um eine Verwechslung mit anderen Ortschaften zu vermeiden. Der Ort liegt in den Naturräumen Albuch-Härtsfeld und Lonetal-Flächenalb. Bis zu seiner Eingemeindung war Bolheim selbständig und hatte die Gemeindekennziffer 137115.

## Geographie
Bolheim liegt im Landkreis Heidenheim etwa zwei Kilometer nordwestlich der Stadtmitte von Herbrechtingen und etwa fünf Kilometer südlich derjenigen der Kreisstadt Heidenheim. Benachbarte Ortschaften sind Mergelstetten im Norden, Herbrechtingen im Osten, Dettingen am Albuch im Südsüdwesten, Heldenfingen im Südwesten und Küpfendorf im Nordwesten.
Der Ort liegt überwiegend rechtsseits der Brenz, die den Ort von Nord nach Süd durchfließt, vor der Talmündung der kurzen Orstel, die dieser von Nordwesten her zuläuft. Am östlichen Rand passiert die Brenzbahn in der linken Talaue den Ort, parallel zu ihr läuft die Bundesstraße 19.
Der Ort hat 3209 Bewohner (Stand 31. Dezember 2020), die Gemarkungsfläche beträgt etwa 2230 ha, von denen ungefähr 55 % bewaldet sind. Der Ort liegt am Rande des größten zusammenhängenden Waldgebietes von ganz Baden-Württemberg auf der verkarsteten Schwäbischen Alb. Die Landschaft ist recht vielseitig und reicht von einer im Tal gelegenen besiedelten Flusslandschaft bis zu weitläufigen, nahezu unbesiedelten Wald-, Acker- und Trockenflächen im Westen auf dem südlichen Albuch. Flurbezeichnungen dort auf „-hau“ und „Brand“ deuten auf frühere Rodungen hin, die im Zentrum der Gemarkung offen geblieben sind, die am Rande gelegenen dagegen sind heute wieder nahezu vollständig mit Wald bedeckt. Im Westen der Gemarkung liegt der obere Teil des Trockentals Ugental. Wenig westlich im Taleinschnitt der Orstel wurde bei früherem Gesteinsabbau im Oberjura die mindestens 150 m lange Lindachhöhle entdeckt.

### Siedlungsteile

Gebietskarte von Bolheim
Straßenkarte von Bolheim
Bolheim und Anhausen im Oberamt Heidenheim, Gebietsstand 1813, mit den früheren Herrschafts- und Ämtergrenzen – Legende
Markungen Bolheim, Ugenhof und Anhausen im Oberamt Heidenheim um 1860

- Bolheim (Gemarkungsfläche 1.800 ha)
  - Bolheim: Der bei weitem größte Hauptort.
  - Neubolheim (1): Im Jahre 1856 gegründete Fabrikansiedlung, damals fast einen Kilometer brenzaufwärts der geschlossenen Ortschaft, heute mit Bolheim zusammengewachsen.
  - Bleiche (1)
  - Buchhof: Steht an der nördlichen Gemarkungsgrenze zu Mergelstetten in einer Höhenrodungsinsel zwischen mittlerem Ugen- und Brenztal. Der Hof wurde 1862 erstmals erwähnt und hieß bis 1965 Buch. Der Buchhof ist heute für die Allgemeinheit nur noch über eine Zufahrtsstraße an der Buchhofsteige zwischen den Reutenen und Mergelstetten erreichbar.
  - Ugenhof (2): Steht nahe dem Ugental ganz im Westen der Gemarkung in einer Rodungsinsel. Wurde 1571 wieder errichtet; an derselben Stelle befand sich vormals Ugendorf, welches 1291 zu Anhausen kam und im 14. Jahrhundert unterging.
- Anhausen (Gemarkungsfläche 435 ha) (3)
  - Kloster Anhausen (1): Früher auch Brenzanhausen, in solitärer Lage unterhalb von Bolheim am rechten Brenzufer stehende ehemalige Benediktinerklosteranlage. Siehe Hauptartikel Kloster Anhausen an der Brenz.
  - (Siedlung) Anhausen: Die nordwestlich vom Kloster gelegene Mahlbergsiedlung wurde im Jahre 1953/60 gegründet.
  - Riedmühle (1): Beim ehemaligen Kloster Anhausen an der Brenz gelegene Mühle aus der Zeit um 1700, gehörte früher einmal zum Kloster und hatte mittelalterliche Vorgängerbauten.
  - Wangenhof: Nordwestlich von Anhausen auf der Albuchhöhe. 1624 war der Hof bereits Staatsdomäne.

### Ehemalige Siedlungen
- Burgstall Retzenberg: In den ausgedehnten Wäldern westlich von Bolheim befinden sich Überreste eines festen Hauses mit spätmittelalterlichen Siedlungsfunden auf einem Bergsporn Rezenberg (!) über dem Ugental.

- Furtheim: Nach den Burgherren von Fürheim benannte Siedlung im Eingangsbereich des Furtheimer Tales am Nordrand der Gemarkung. Das abgegangene Dorf sicherte die Furt durch die Brenz und wurde seinerseits durch die nahegelegene Burg Hurwang (Furtheim) gesichert. Da die Querungshilfe über die Brenz zum Erreichen der Bohnerzgruben am Retzenberg von großer Bedeutung war, könnte sich der Ortsname auf die Furt bezogen haben. Früher stellten die Burg und das abgegangene Dorf eine Einheit dar; heute liegt die Burg auf der Gemarkung Mergelstetten, die einstige Siedlung hingegen auf Bolheimer.

### Gewässer

#### Brenz
Auf einer Länge von vier Kilometern durchfließt die Brenz die Gemarkung Bolheim. Im nördlichen Teil ist die Brenz zweigeteilt, der westliche Arm ist der Treibwasserkanal der Firma Zoeppritz. Bis in die 1970er Jahre war die Brenz im Bereich zwischen dem Fischerviertel und den Wiedenwiesen über 100 Meter breit, hatte Seitenbuchten und Altarmstücke, war stellenweise nur wenige Zentimeter tief und floss sehr langsam. In ihr lagen einige Flussinseln, worauf heute der Straßenname Wörthstraße noch hindeutet. Da es so in der Vergangenheit öfter zu Überschwemmungen kam, wurde die Brenz in den 1970er Jahren begradigt. Das Wasserwirtschaftsamt, früher hauptsächlich mit der Begradigung der Flüsse betraut, welches immer noch seinen Bauhof in Bolheim betreibt, ist heutzutage bemüht, so weit es geht Teile des ursprünglichen Flusslaufes wiederherzustellen, also die Brenz zu renaturieren.
Ein großer Teil des Wassers der Brenz bahnt sich seinen Weg von Bolheim aus unterirdisch in Richtung Osten, während die geschwächte Brenz unterhalb des Ortes den langen Weg durch die Schleife des Eselsburger Tals nimmt.

#### Klosterbach
Dieser kleine, zumindest im unteren Bereich auch Kiesertalgraben genannte Auenbach rechts der Brenz entspringt zwischen einer Gärtnerei in Bolheim und dem Pumpwerk der Landeswasserversorgung in der Nähe der Sportplätze südlich von Bolheim im Gewann Brünnele. Er hat eine Länge von anderthalb Kilometern, mehrere kleine Nebenarme (bei der Länge nicht mitgerechnet), durchfließt unter anderen auch das Gewann Ried und wird deshalb auch Ried genannt.

#### Orstel oder Wedel
Im östlich der Brenz gelegenen Teil von Bolheim verläuft auf voller Länge ein Kanal, der heute den sogenannten Orstel/Orstelgraben oder Wedel unterirdisch zur Brenz führt. Heute deuten nur noch die Straßennamen Wedelstraße und Grabenstraße sowie der Orstel-Staudamm darauf hin, dass das vom Karst im Bereich Ugental gespeiste Gewässer früher oberirdisch floss. Er ist wie das ebenfalls Wedel genannte Karstflüsschen in der Stadt Heidenheim ein gewöhnlich eher unscheinbarer Wasserlauf, solche können bei entsprechender Witterung aber stark und verheerend anschwellen.

#### Andere
Andere Bäche sind heute fast gänzlich verschwunden. Entlang der heutigen Bachstraße in der breiten linken Brenztalaue etwa zeigt sich heute nur noch ein kleiner Graben, früher jedoch lag an der Einmündung des Baches südlich von Anhausen ein kleiner See. Auch dieser Bach, der am Anfang des 20. Jahrhunderts noch regelmäßig Wasser führte, wurde inzwischen kanalisiert und überbaut.

## Geschichte
In der Römerzeit zählte Anhausen zu dem Gau „Alba“ für Alb. Für Bolheim ist leider kein Gau nachzuvollziehen, da es urkundlich erst später erwähnt wurde, höchstwahrscheinlich zählte es zu demselben Gau wie Anhausen oder eventuell wie Herbrechtingen – also Raetia (Ries).
Im Jahre 774 wurde Bolheim erstmals in einer Abschrift einer Besitzurkunde des Klosters Anhausen erwähnt, Urkunden belegen dies aber erst ab dem Jahre 1320, der heutige Name leitet sich von Bolem (‚Hügel‘) oder Bol (‚Sumpf‘) ab; beide sind plausibel, da sie örtlichen Gegebenheiten zur Zeit der Namensgebung entsprechen. In der Ortsmitte von Bolheim steht der Lindenberg, ein Umlaufhügel der frühzeitlichen Brenz. Einige Flurstücke haben heute noch die Namen Brühl, Bühl, Breite und so weiter, die umgebende Sumpflandschaft ist aber spätestens mit der Begradigung der Brenz verschwunden. Wie auch die Orte in der unmittelbaren Umgebung, hat also wohl auch der Name Bolheim seinen Ursprung in der Bezeichnung der Lage der Ortschaft. In den letzten Jahrhunderten wurden besonders die Schreibweisen Bollheim, Poll und Polheim verwendet, welche auf alten Karten des Herzogtums Schwaben bzw. Alemannien verzeichnet sind. Auffällig ist auch die Endung „-heim“, die Bolheim mit vier weiteren Ortschaften in der Umgebung gemeinsam hat: Heidenheim in der Umgebung des Kastells „Aquileja“ an einem ein Kreuzungspunkt von Römerstraßen, nördlich davon Schnaitheim, im Süden Bolheim, im Westen Steinheim und im Osten Nattheim.
Der Ugenhof besitzt eine eigene Gemarkung, weil er in der Vergangenheit ein kleines Dorf war. Bereits im Jahre 1291 erwarb das Kloster Anhausen Güter in Ugendorf (auch Uegendorf), bei welcher Gelegenheit dieser Ort erstmals schriftlich erwähnt wurde. Im 14. Jahrhundert soll der Ort dann verlassen gewesen sein und im Jahre 1562 regte das Kloster Anhausen eine Wiederbesiedlung an, um die Güter gegen eine Fremdbewirtschaftung durch die Nachbargemeinden zu sichern.
In der Ortsmitte von Bolheim steht auf dem Lindenberg die Kirche des Ortes. Sie hat keinen Kirchenheiligen oder dieser ist zumindest heute nicht mehr bekannt. Bei Restaurierungsarbeiten wurde festgestellt, dass die heutige Kirche auf den Grundmauern einer noch viel älteren errichtet wurde.
1329 erscheint das Kloster Anhausen als begütert in Altheim. 1406 wurde das Kloster Anhausen zu Bolheim geschlagen.
1449 begann der Krieg gegen den Markgrafen Albrecht Achilles von Brandenburg-Ansbach, seine Gegner waren die schwäbischen und fränkischen Städte. Im September desselben Jahres brannten die Ulmer unter anderem das Kloster Anhausen nieder. Auch das Dorf Bolheim hat gebrannt, was der Zeitzeuge Michel Eisele in seiner frühen Kindheit miterlebt hat und in einer Urkunde aus dem Jahr 1511 zu Protokoll gab.
1492 gab es ein Dorfgericht, auch ein Amtmann wird erwähnt. Einem Herbrechtinger Pachtbauern wurde sein Lehen abgesprochen, da dieser sich nicht genug darum gekümmert habe.
1529 wurde der Retzenberg (früher: Ratzenberg) zum Abbau von Bodenschätzen durch die Patrizierfamilie Besserer aus Ulm freigegeben.
1550 geht ein Bittgesuch von der Gemeinde Bolheim an den Herzog mit folgenden Punkten:
- Forderung eines Verbots für den Forstmeister, im Gemeindewald nach eigenem Ermessen Holz zu hauen.
- Keine Abfuhr des jährlichen Brennholzanteils aus einem strittigen Waldgebiet zwischen Bolheim und dem Kloster Anhausen.
- Verbot für den Ulmer Forstmeister, Wildobst und Äckerich (Eicheln) aufzulesen.
- Verbot des Forstmeisters, einen Teil des Gemeindewaldes vollständig zu roden.

1646: Am 2. September ist die Armee Turennes aus Richtung Aalen im Anmarsch. Sie lagert im Bereich Mergelstetten und Bolheim.
1648 wurden Anhausen und Bolheim wegen der Zugehörigkeit zur Herrschaft Heidenheim endgültig württembergisch. 1802 wurden Anhausen und Bolheim in das neu gegründete Oberamt Giengen eingegliedert. 1808 wurde das Oberamt Giengen wieder aufgelöst, Anhausen und Bolheim gingen wieder ins Oberamt Heidenheim über.
Laut dem königlichen Manifest Friedrichs I. von Württemberg von 1810 bezüglich der Landeseinteilung waren Bolheim und Anhausen Amtsorte.
1830 erstreckte sich die Markungsgrenze von Anhausen noch bis deutlich innerhalb der heutigen Siedlungsfläche von Bolheim. Hinter dem Rathaus verlief die Ortsgrenze. 1838 wurde das ehemalige Klosters Anhausen mit Riedmühle, Ugenhof und Wangenhof der Gemeinde Bolheim zugeschlagen.
1896 gab es Planungen zur Anbindung der Lokalbahn Amstetten–Gerstetten an die Brenzbahn um 1913. Diese wurden 1921 vom Reichsverkehrsministerium endgültig abgelehnt. Dabei sollte die Strecke im Norden an Heldenfingen vorbeilaufen, in einem Bogen durch einen Bahnhof im Südosten des Dorfes angeschlossen werden. Im weiteren Streckenverlauf wäre die Trasse parallel zur heutigen Landstraße verlaufen, wobei im Norden Heuchlingens ein weiterer Bahnhof entstehen sollte. Es würde Dettingen in einem Bogen umfahren werden und im Südosten einen Bahnhof erhalten. Der Streckenverlauf nach Bolheim sollte am Lochhäule vorbei über das Kießental verlaufen. Dabei hätte im Norden des Klosters Anhausen ein weiterer Bahnhof entstehen und letztendlich die Strecke beim Bahnhof Herbrechtingen in die Brenzbahn münden sollen. In einer weiteren Variante wurde geplant, dass die Strecke über die Albstraße den Süden von Bolheim tangiert und mit einem Bahnhof in der Nähe des Bolheimer Rathauses Richtung Herbrechtingen angeschlossen wird. In beiden Fällen hätte die Brenz durch ein Brückenbauwerk gequert werden müssen.
1906–1945: III S war das Kfz-Kennzeichen für die im Jagstkreis befindlichen Gemeinden des Oberamts Heidenheim, zu denen auch Bolheim zählte. Nach dem Zweiten Weltkrieg wurden im Land Württemberg-Baden Kennzeichen wie folgt vergeben: 1948–1956 AW (Amerikanisch Württemberg-Baden), 1950–1956 W bzw. WB (beide Württemberg-Baden), seit dem 1. Juli 1956 das bis heute geltende Kennzeichen HDH für den Landkreis Heidenheim.
Am 28. August 1953 wurde der größtenteils auf der Gemarkung Bolheim liegende Streckenabschnitt zwischen Mergelstetten und Herbrechtingen der Bundesstraße B 19 als erste Spannbetonstraße des europäischen Kontinents und Versuchsstrecke in Betrieb genommen. Kurz nach der Eröffnung war bereits das erste Unfallopfer zu beklagen.
1950–1958 entstand das Wohngebiet Mittling nordwestlich des Ortskerns.
1965–1972 wurde im Westen das Buchfeldle bebaut, in dem auch die spätere Hauptschule entstand.
Bolheim entwickelte sich durch die Industrialisierung später nicht mehr vom Kernort, sondern vom nördlich vom Ortskern auf einer künstlichen Insel gelegenen Betriebsgelände Zoeppritz aus. Das Betriebsgelände und später auch die nahe zum Betriebsgelände entstandene Siedlung wurde als Neubolheim bezeichnet. Im Laufe des 20. Jahrhunderts wuchs das zuvor baulich getrennte Neubolheim mit dem südlich gelegenen Bolheim zusammen.
Die katholische Pfarrkirche St. Martin existiert seit 1963, seit 1970 besteht die Pfarrei.
Bolheim war bis 1972 eine eigenständige Marktgemeinde und wurde am 1. März mit seinem Ortsteil Anhausen nach Herbrechtingen eingemeindet.
Bolheim war vor der Eingemeindung mit damals etwa 2896 Einwohnern die größte Gemeinde im Kreis Heidenheim, die im Zuge der letzten Gemeindereform in eine andere eingegliedert wurde. Die noch heute selbständigen Gemeinden Hermaringen, Dischingen, Nattheim, Niederstotzingen (Stadt) waren deutlich kleiner und Sontheim an der Brenz mit etwa 2964 Einwohnern nur etwas größer.
1973 folgte der Lückenschluss im Norden zwischen Bolheim und Neubolheim namens „Hinter den Bühlen“.
Bis in die siebziger Jahre gab es sowohl in Bolheim als auch in Anhausen ein Forstamt.
Später entstanden noch die Wohngebiete Wiedenwiesen (späte 80er Jahre) und nach einer längeren Ruhephase Obere Wiesen (im zweiten Jahrzehnt nach der Jahrtausendwende), die beide durch ihre größtenteils engere Bauart auffallen.
Zur Jahrtausendwende wurde bei der Energieerzeugung besonders auf Solarstrom gesetzt. Auf dem Dach des ehemaligen Unternehmens Zoeppritz sind auf einer Fläche von 1,6 ha Solarkollektoren installiert. Auch die Wassergewinnung des bisherigen Pumpwerks soll durch einen Neubau noch weiter ausgereizt werden.
| Jahr           | Bolheim | Anhausen | Gesamt |
| -------------- | ------- | -------- | ------ |
| 1632           | 865     | 86       | 951    |
| 1634           | 92      | –        | –      |
| 1650           | –       | 64       | –      |
| 1834           | –       | –        | 900    |
| 1844           | 948     | 84       | 1032   |
| 1852           | –       | –        | 1052   |
| 1858           | –       | –        | 1110   |
| 1871           | –       | –        | 1238   |
| 1880           | –       | –        | 1190   |
| 1890           | –       | –        | 1163   |
| 1900           | –       | –        | 1120   |
| 1910           | –       | –        | 1214   |
| 1925           | –       | –        | 1354   |
| 1929           | –       | –        | 1448   |
| 1933           | –       | –        | 1448   |
| 1939           | –       | –        | 1519   |
| 1950           | –       | –        | 2252   |
| 1956           | –       | –        | 2607   |
| 1961           | –       | –        | 2898   |
| 1970           | –       | –        | 3094   |
| 1972, 1. März  | 2700    | 360      | 3060   |
| 1999           | –       | –        | 3183   |
| 2004           | –       | –        | 3180   |
| 2005           | –       | –        | 3210   |
| 2006, 31. Dez. | 2912    | 240      | 3152   |
| 2007, 31. Dez. | 2916    | 241      | 3157   |
| 2009, 31. Dez. | 2883    | 230      | 3113   |
| 2010, 31. Dez. | 2907    | 244      | 3151   |
| 2011, 31. Dez. | 2905    | 247      | 3152   |
| 2012, 31. Dez. | 2888    | 252      | 3140   |
| 2013, 31. Dez. | 2934    | 240      | 3174   |
| 2014, 31. Dez. | 2900    | 229      | 3129   |
| 2015, 31. Dez. | 2936    | 227      | 3163   |
| 2016, 31. Dez. | 3006    | 239      | 3245   |
| 2017, 31. Dez. | 2992    | 239      | 3231   |
| 2018, 31. Dez. | 3000    | 244      | 3244   |
| 2019, 31. Dez. | 2983    | 251      | 3234   |
| 2020, 31. Dez. | 2968    | 241      | 3209   |
| 2021, 31. Dez. | 2945    | 238      | 3183   |
| 2022, 31. Dez. | 2979    | 239      | 3218   |
| 2023, 31. Dez. | 2972    | 232      | 3204   |
| 2024, 31. Dez. | 2987    | 225      | 3212   |

Statistiken
- ca. 134 Einwohner je Quadratkilometer
- Ausländeranteil 5,2 %

## Das frühere Bolheimer Gemeindewappen
| Wappen der ehemaligen Gemeinde Bolheim | Blasonierung: „Auf schwarzem Berg eine rote, schwarz gedeckte, mit silbernen (weißen) Fenstern und Türen versehene Kirche in silbernem (weißem) Feld, darüber in rotem Schildhaupt ein schwarz-silbern (weiß) geschachter liegender Balken.“                                                   |
| Wappen der ehemaligen Gemeinde Bolheim | Wappenbegründung: Der schwarz-silbern (weiß) geschachte Balken ist dem Wappen des Klosters Anhausen entnommen, die Kirche geht auf das Wappen des Klosteramts Anhausen zurück. Das Wappen wurde der damaligen Gemeinde Bolheim am 9. März 1953 durch die vorläufige Landesregierung verliehen. |

## Sagen

### Sieben Schwaben
In Bolheim wird ein Teil des dortigen Landschaftsschutzgebietes nach einer Begebenheit der Sieben Schwaben offiziell als Hasenloch bezeichnet. Ehemals sieben (nach Sturmschäden 2017 nur noch sechs, nach Diebstahl später nur noch fünf) in einer Reihe wachsende Bäume an einer ansonsten waldlosen Stelle erinnern noch heute an die angeblich dort erfolgte Begegnung der Schwaben mit dem Hasen.

### Schatz von Burg Furtheim
Man sagt sich bis heute, dass ein Schatz mit einer goldenen Krone auf der Burgruine Furtheim (auch Ruine Hurwang genannt) vergraben sei. Mancher Schatzsucher hatte schon zu nächtlicher Stunde nach dem Schatz gegraben. Doch keiner hat ihn je gefunden. Dennoch glauben viele Menschen an die Sage des vergrabenen Schatzes.

## Sehenswürdigkeiten und Kultur

### Sehenswürdigkeiten
- Burgruine Furtheim
- Burgstall Retzenberg
- Kloster Anhausen
- Lindenbergschule
- Riedmühle
- Landschaftsschutzgebiet Hasenloch im Westen mit ausgedehnten Wäldern
- Naturschutzgebiet Eselsburger Tal südlich des Klosters Anhausen
- Lindachhöhle (Naturdenkmal)
- Der Urweltpfad Bolheim, dessen Start- und Zielpunkt sich am Wanderparkplatz am Brunnenhau befinden, ist ein 8 Kilometer langer Rundweg, teilweise befestigt und führt durch das Ugental, die Klifflinie, den Wangenhof, das Landschaftsschutzgebiet Tiefer Weg und den Steinbruch. Der Pfad ist Bestandteil des Europäischen Geoparks Schwäbische Alb.[6]
- Die Evangelische Pfarrkirche liegt auf dem höchsten Punkt in der Ortsmitte und ist im Kern mittelalterlich, im 17. und 18. Jahrhundert erweitert und umgebaut worden. Erst gegen Ende des 20. Jahrhunderts wurden, bei Restaurierungsarbeiten in der Kirche und bei Arbeiten am Fundament, Hinweise darauf gefunden, dass bereits am selben Ort schon einmal eine Kirche stand. Daraus lässt sich schließen, dass auch die Ortsgründung schon lange vor der ersten urkundlichen Erwähnung Bolheims stattfand.

### Veranstaltungen
- In Bolheim findet regelmäßig ein internationales Reitturnier statt.
- Kinderfest, jährlich mit Festzug vom Tal, durch den Ortskern die Lindensteige hinauf zum Festplatz
- Florianshock der Feuerwehr Abteilung Bolheim
- Aufstellung des Maibaums seitens der Feuerwehr Bolheim

### Sport und Spiel
Der Sportverein Bolheim 1900 e. V. hat heute etwa 1100 Mitglieder und entstand 1971 aus dem RSV und TV Bolheim.
Einrichtungen (Sommer):
- Kneippanlage bei der Riedmühle
- Kliffhütte zwischen Ugenhof und Wangenhof

Einrichtungen (Winter):
- Loipen
- Skipiste mit temporärem Lift

## Wirtschaft und Infrastruktur

### Einrichtungen
- Wasserwerk: Das Wasserwerk in Bolheim versorgt gemeinsam mit den Werken in Bad Überkingen, Eybach und Lonsee 46.000 Einwohner auf der Ostalb (in den Landkreisen Alb-Donau, Heidenheim und Göppingen) mit Frischwasser. Die jeweilige Fördermenge beträgt jeweils 1.000.000 m³ pro Jahr, außer in Lonsee, dort sind es nur etwa 300.000 m³ im Jahr. Die Förderleistung soll in den folgenden Jahren im Werk Bolheim erhöht werden. Untersuchungen haben ergeben, dass die maximale Ausbaustufe für die Förderung in Bolheim und im Eselsburger Tal etwa bei 5 Millionen Kubikmeter im Jahr liegt. Das Versorgungsgebiet reicht von Bad Überkingen bis Bolheim und von Böhmenkirch bis Lonsee.
- Das Wasserwirtschaftsamt in Bolheim ist für den württembergischen Teil der Brenz zuständig
- Buchfeldschule: Grund und Förderschule

### Verkehr
Eine kurze Aufstellung der umgesetzten und geplanten Verkehrsinfrastruktur

#### Schiene
Ein Haltepunkt an der Brenzbahn wird nicht mehr bedient; der nächste Bahnhof ist in Herbrechtingen oder Heidenheim-Mergelstetten.

#### Straßen
In den Bereichen Mittling und Hinter den Bühlen wurden die Straßen nach Bäumen und Sträuchern benannt. Im sogenannten Fischerviertel sind die Straßen, wie der Name schon verrät, nach Fischarten benannt. Das Öschwengle erhielt Vogelnamen. Im Buchfeldle und in der alten Ortsmitte wurden wiederum die örtlichen Gegebenheiten und die Nachbarorte für die Straßenbenennungen hinzugezogen. Dem Neubaugebiet in den Wiedenwiesen wurden Flurnamen als Benennung zugewiesen, berühmte Bolheimer Persönlichkeiten wurden im Neubaugebiet südlich von Neubolheim bedacht. Im Gewerbegebiet Fischerbreite wurden ausschließlich Berufe als Namensgeber verwendet.
Bundesstraßen:
B 19: in Ortsplänen oft fälschlicherweise als Heidenheimer Straße eingezeichnet, dieser Name ist nicht möglich, da er schon auf derselben Gemarkung vergeben ist. Offiziell wird der Abschnitt Bolheim-Ost genannt.
Landesstraßen:
- L 1164: Heidenheimer Straße, Albstraße (4)
- L 1082: Zoeppritzstraße, Herbrechtinger Straße

ehemalige Kreisstraßen:
- K 3018: Riedstraße
- Herbrechtinger Straße

#### Historische Änderungen der Straßennamen
| Alte Straßenbezeichnung | Neue Straßenbezeichnung                   | Anmerkung bzw. Grund der Änderung                                      |
| ----------------------- | ----------------------------------------- | ---------------------------------------------------------------------- |
| Wiesenstraße            | In den Stegwiesen                         | Nach Eingemeindung: Wegen Doppelbenennung im Stadtgebiet               |
| Badgasse                | Wassergasse                               | Um Verwechslung mit der Badstraße in Herbrechtingen zu vermeiden.      |
| Hauptstraße             | Herbrechtinger Straße                     | Hauptstraße und Herbrechtinger Straße wurden zusammengefasst           |
| Brenzstraße             | Uferstraße                                | Nach Eingemeindung: Wegen Doppelbenennung im Stadtgebiet               |
| Schulstraße             | Lindenbergplatz                           | Der Name war im Herbrechtinger Ortsteil Bissingen bereits vergeben.    |
| Brunnengasse            | Kurze Straße                              | Die Einmündung von Kurze Straße in die Uferstraße wurde zu Privatgrund |
| Finkenweg               | Milanstraße                               | Um Verwechslung mit der Finkenstraße in Herbrechtingen zu vermeiden    |
| Anhauser Straße         | Albstraße                                 | Namenskonflikt mit existierender Straße in Herbrechtingen              |
| Steinstraße             | war ein Weg zw. Bergstraße und Bühlstraße | Es existierte bereits eine Straße auf dem Buigen in Herbrechtingen     |
| Nadelesbaumweg          | mittlerer Teil der Gartenstraße           | Nach zusammenwachsen mit der Gartenstraße vereinheitlichter Name       |

Sonstige Informationen zur Ortschaft
DE HM9 lautet der UN/LOCODE (Code for Trade and Transport Locations) für Bolheim, die Ortschaft ist daher einer von etwa 42.000 Orten weltweit mit Bedeutung für Wirtschaft und Verkehr, die von der UNECE geführt werden.

## Persönlichkeiten

### Ehrenbürger
- Georg Schwarz, (* 20. Dezember 1862 in Bolheim; † 5. August 1929 in Heilbronn), Technischer Direktor der NSU Motorenwerke, zum Ehrenbürger ernannt im September 1927

### Mit Bolheim in Verbindung stehende Personen
- Karl Götz (* 11. März 1903 in Neubolheim; † 9. Februar 1989 in Stuttgart), Autor, Lehrer, SS-Sturmbannführer
- Albrecht Unsöld (* 20. April 1905 in Bolheim; † 23. September 1995 in Kiel), Astrophysiker
- Heinz Zeller (* 31. August 1925 in Bolheim; † 24. Juni 1992 in Heidenheim an der Brenz), Schriftsteller, Mundartdichter